# SepulQuarta
SepulQuarta è il terzo album live del gruppo musicale brasiliano Sepultura, pubblicato il 13 agosto 2021.

## Descrizione
In seguito alla necessità di isolamento e il divieto di effettuare concerti a causa della pandemia di COVID-19, a partire da aprile 2020 i Sepultura hanno inaugurato SepulQuarta, un appuntamento prima settimanale e poi quindicinale su YouTube, dove hanno raccontato episodi della storia del gruppo, invitato ospiti, risposto alle domande dei fan e a suonato brani dal vivo.
Nel corso di 8 mesi hanno collaborato con 57 ospiti tra cui membri di band come Faith No More, Megadeth, Testament, Anthrax, System of a Down con cui hanno eseguito dei brani.
Il disco SepulQuarta contiene una selezione di 15 di queste collaborazioni e la sua caratteristica consiste nel fatto che ogni brano ha un musicista ospite che ha suonato a casa propria, collegato in videoconferenza con gli altri.
La copertina, realizzata da Eduardo Recife, rappresenta un uccello deceduto dal cui corpo nascono dei fiori ed è la rappresentazione metaforica della pandemia che distrugge ma da cui nasce qualcosa di nuovo.

## Tracce
1. Territory (feat. David Ellefson) – 4:49
2. Cut-Throat (feat. Scott Ian) – 2:47
3. Sepulnation (feat. Danko Jones) – 4:21
4. Inner Self (feat. Phil Rind) – 5:11
5. Hatred Aside (feat. Angelica Burns, Mayara Puertas, Fernanda Lira) – 4:04
6. Mask (feat. Devin Townsend) – 4:30
7. Fear, Pain, Chaos, Suffering (feat. Emmily Barreto) – 3:45
8. Vandals Nest (feat. Alex Skolnick) – 3:55
9. Slave New World (feat. Matthew K. Heafy) – 2:57
10. Ratamahatta (feat. João Barone, Charles Gavin) – 4:13
11. Apes Of God (feat. Rob Cavestany) – 3:16
12. Phantom Self (feat. Mark Holcomb) – 5:37
13. Slaves Of Pain (feat. Frédéric Leclercq, Marcello Pompeu) – 4:07
14. Kaiowas (feat. Rafael Bittencourt) – 4:12
15. Orgasmatron (feat. Phil Campbell) – 4:20

## Formazione

### Gruppo
- Derrick Green − voce
- Andreas Kisser − chitarra
- Paulo Jr. − basso
- Eloy Casagrande − batteria

### Musicisti Ospiti
Voce:
- Danko Jones
- Angelica Burns
- Mayara Puertas
- Fernanda Lira
- Emmily Barreto
- Marcello Pompeu

Voce e chitarra:
- Devin Townsend
- Matthew K Heafy

Chitarra:
- Scott Ian
- Alex Skolnick
- Rob Cavestany
- Mark Holcomb
- Frédéric Leclercq
- Rafael Bittencourt
- Phil Campbell

Basso:
- David Ellefson
- Phil Rind

Batteria:
- João Barone
- Charles Gavin